# Maisoncelle (Ardennes)
Maisoncelle est une localité de Maisoncelle-et-Villers et une ancienne commune française, située dans le département des Ardennes en région Grand Est.

## Toponymie
De la langue d'oïl médiévale (et son dialecte ardennais) maisoncele, « petite maison , cellule d'ermite ».

## Histoire
Elle fusionne en 1828 avec la commune de Villers-devant-Raucourt, de plus petite taille, pour former la nouvelle commune de Maisoncelle-et-Villers. L'ancienne commune devient le chef-lieu de la nouvelle commune.

## Administration
| Période                                  | Période | Identité | Étiquette | Qualité |
| ---------------------------------------- | ------- | -------- | --------- | ------- |
| Les données manquantes sont à compléter. |         |          |           |         |
|                                          |         |          |           |         |

## Démographie
| 1793 | 1800 | 1806 | 1821 |
| ---- | ---- | ---- | ---- |
| 80   | 77   | 102  | 99   |

Histogramme

(élaboration graphique par Wikipédia)